# Ajdar Ismayilov
Pour les articles homonymes, voir Ismayilov.
 (mars 2019).
Ajdar Ismayilov (en azéri : Əjdər Tağı oğlu İsmayılov), né le 23 avril 1938 à Chomahtur[Quoi ?] et mort le 13 mars 2022 à Bakou, est un docteur en philologie et professeur azerbaïdjanais.
Il est l'un des fondateurs les plus actifs du Nouveau Parti d'Azerbaïdjan.

## Biographie

### Jeunesse et formation
Ajdar Ismayilov est né le 23 avril 1938 au village de Chomahtur de Sharur[Quoi ?], dans la république autonome du Nakhitchevan. En 1961, il est diplômé de la faculté de philologie de l'université d'État de l'Azerbaïdjan. Entre 1963 et 1965, il étudie à l'Institut du théâtre d’Azerbaïdjan, où il est l'élève de Mehdi Mammadov et Rza Tahmasib.

### Activité pédagogique
Après avoir terminé ses études en 1961, Ajdar Ismayilov retourne dans son village natal où il devient enseignant à l'école élémentaire durant huit années. Pendant l'année scolaire de 1974-1975, à son initiative, l'établissement est transformé en une école secondaire. Le bâtiment de deux étages est équipé avec des équipements modernes. Ajdar Ismayilov est nommé directeur de ce centre d'éducation.
En 1977, il est invité par le Comité régional du Parti de Nakhitchevan Ajdar Ismayilov à l'Institut pédagogique de Nakhchivan de l'académicien Youssif Mammadaliyev, où jusqu'en 1994, il travaille comme enseignant au département de la littérature, maître de conférences et professeur agrégé.

### Activité scientifique
Il est candidat en 1969 à un degré universitaire à l'Institut de littérature Nizami de l'Académie des sciences de la RSS d'Azerbaïdjan. En 1974, sous la direction du vice-président de l'Académie, Mammad Arif Dadachzade, il soutient sa thèse intitulée « Les drames historiques de Huseyn Javid ».
En 1982, il commence des études pour écrire sa thèse de doctorat « Les œuvres de Huseyn Javid et la tradition démoniaque dans la littérature du monde », approuvée par le conseil scientifique de l'Institut de littérature Nizami. 